# Jadwiga Wolska

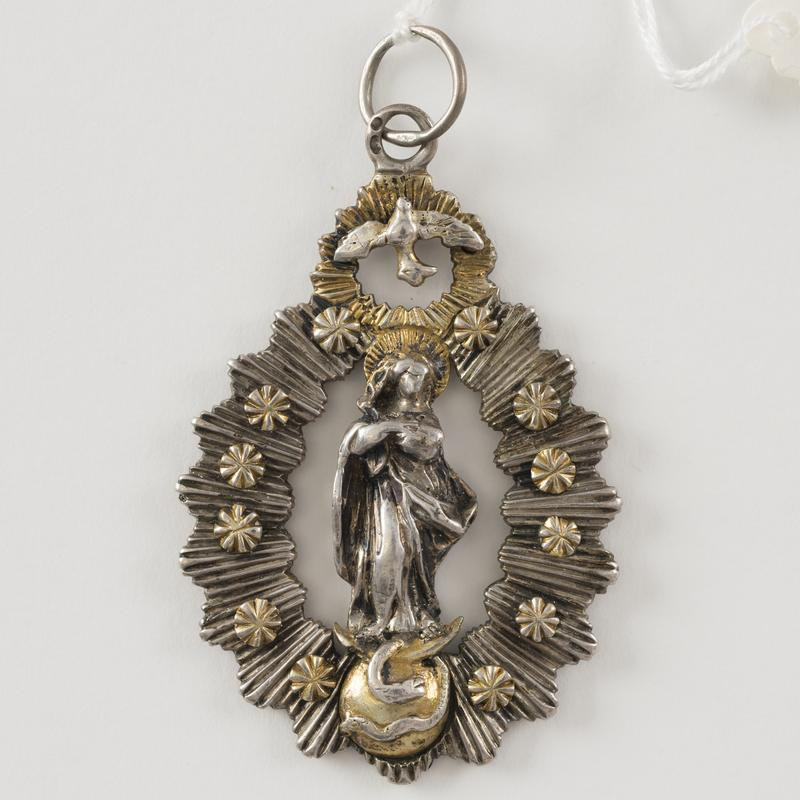
Order srebrny panny drugiego chóru Panien Kanoniczek Warszawskich

Jadwiga Wolska (ur. 1840 w Jabłonicy, zm. 26 września 1905 w Warszawie) – odważna kurierka Rządu Narodowego w czasie powstania styczniowego, kanoniczka.

## Życiorys
Urodziła się w patriotycznej rodzinie. Była córką dzierżawcy majątków ziemskich, a potem zawiadowcy stacji Kolei Warszawsko-Wiedeńskiej Fortunata Saryusz Wolskiego herbu Jelita (1801–1848) i Izabeli z Kaniewskich (1809–1856). Brat dziadka ze strony ojca, Hipolit Wolski (1790–1836) był żołnierzem armii Księstwa Warszawskiego i uczestniczył w wyprawie Napoleona I na Moskwę. Ojciec, kawaler Orderu Virtuti Militari i jego brat Aleksander uczestniczyli w powstaniu listopadowym, a matka była zaangażowana w akcję pomocy dla więźniów politycznych i zesłańców. Miała trzy siostry: Pelagię (1834–1895), żonę Franciszka Ludwika Bratkowskiego herbu Świnka (ur. 1832), Józefę (ur. 1837) żonę Wincentego Anastazego Kozłowskiego herbu Boleścic (ur. 1831), Wandę Bronisławę (1841-1921), żonę Józefa Umińskiego – działaczkę oświatową i kobiecą związaną z grupą Entuzjastek, uczestniczkę powstania styczniowego oraz brata Mieczysława (1844–1904), uczestnika powstania styczniowego, właściciela fabryki maszyn rolniczych w Lublinie.
Ojciec, Fortunat Saryusz Wolski, umarł w 1848. Starszymi siostrami Jadwigi zaopiekowali się krewni, a matka zamieszkała w Warszawie z Jadwigą, jej młodszą siostrą Wandą i synem Mieczysławem. W wyniku nieszczęśliwego wypadku Jadwiga straciła oko. Siostry początkowo uczyły się w domu, następnie na pensji Pauliny Krakowowej. Ze względu na złą sytuację materialną matki Jadwiga zamieszkała w domu zamężnej już siostry, Pelagii Bratkowskiej w lubelskiem. Znalazła zajęcie jako nauczycielka domowa dzieci siostry i dzieci jej sąsiadów.
Razem z siostrą Wandą działała w tzw. „piątkach”, konspiracyjnej organizacji kobiet-patriotek.
Po wybuchu powstania styczniowego Jadwiga Wolska przewoziła rozkazy Rządu narodowego i transportowała broń dla oddziałów powstańczych. W początkowym okresie współpracowała z oddziałem Leona Frankowskiego na Lubelszczyźnie, następnie Marcina Borelowskiego-Lelewela, a w lecie 1863 z oddziałem Józefa Ruckiego. Była pod Panasówką podczas bitwy stoczonej przez Marcina Borelowskiego. Po jego klęsce przeszła pod komendę gen. Michała Heidenreicha-Kruka. Jesienią 1864 pomagała w ucieczce Emilii Heurichowej przed aresztowaniem przez policję rosyjską. Zaangażowana była również w ratowanie jej córek aresztowanych przez Rosjan. 
W „Kartkach dawno minionej przeszłości” Wanda Umińska pisze:  

Odwaga i spokój ratowały widocznie siostrę moją Jadwigę Wolską. Gorąca była to dusza, pełna zapału. Nie znała zupełnie uczucia strachu. Niejednokrotnie przewoziła bron dla powstania. Raz jechała na wozie z bronią, kiedy na chwilę zbliżył się do niej oficer rosyjski i prosił, aby go podwiozła, gdyż jest zmęczony. Zgodziła się bez żadnego zmieszania. On nie miał na nią podejrzeń, nie domyślał się niczego. Zajechali razem przed dwór, kiedy pani domu zobaczyła ją z oficerem rosyjskim, zbladła jak trup, ale nie zdradziła się słowem. Chruszczow, gubernator lubelski dawał 1500 rubli srebrem za dostarczenie jej. Nie udało im się złapać jej, mimo że łatwo ją było poznać, gdyż miała bielmo na jednym oku i nie widziała na nie wcale. Raz byłą na wsi, kiedy Moskale znienacka, jak zwykle, dwór otoczyli, kozacy wpadli i zaczęli robić rewizję i poszukiwania. Było to rano. Siostra czesała się właśnie. Była niskiego wzrostu, stała w krótkiej spódnicy, a że momentalnie spuściła włosy na twarz, aby zakryć chore oko i rozczesywała je bez konca, wzięli ją za dziewczynkę i nie aresztowali. Uratowała ją przytomność umysłu.

Wanda Umińska opisuje w swoim pamiętniku, że udało się jej w 1883 doprowadzić do zastąpienia mężczyzn pełniących służbę strażników w kobiecym więzieniu na Pawiaku, kobietami. Miały one oddziaływać umoralniająco na uwięzione. Stanowisko takie objęła wtedy Jadwiga Wolska.
W 1884 Jadwiga Wolska wstąpiła do Zgromadzenia Kanoniczek Świeckich od Niepokalanego Poczęcia NMP. Zgromadzenie to powstało w 1744. Fundatorką była Antonina z Zahorowskich ordynatowa Zamoyska. Celem powołania Zgromadzenia było umożliwienie samotnym pannom z rodzin szlacheckich służenia Bogu i ludziom, bez rygoru zakonnej klauzury. Jadwiga Wolska należała do drugiego chóru skupiającego panny mniej zamożne i gorzej skoligacone. Panny drugiego chóru miały pomagać w administracji i gospodarstwie. W tym czasie siedzibą Zgromadzenia były budynki po obu stronach kościoła Św. Andrzeja Apostoła przy Placu Teatralnym w Warszawie. W 1903 drugi chór stanowiły panny: Józefa Róża Czajewska, Florentyna Roszkowska, Zofia Staniszewska, Emilia Suryn, Wanda Wągrodzka i Jadwiga Wolska.    
Jadwiga Wolska zmarła 26 września 1905. Pochowana zostałana cmentarzu Powązkowskim w Warszawie, prawdopodobnie w grobie matki Izabelli Wolskiej (kw. 79/6/19).

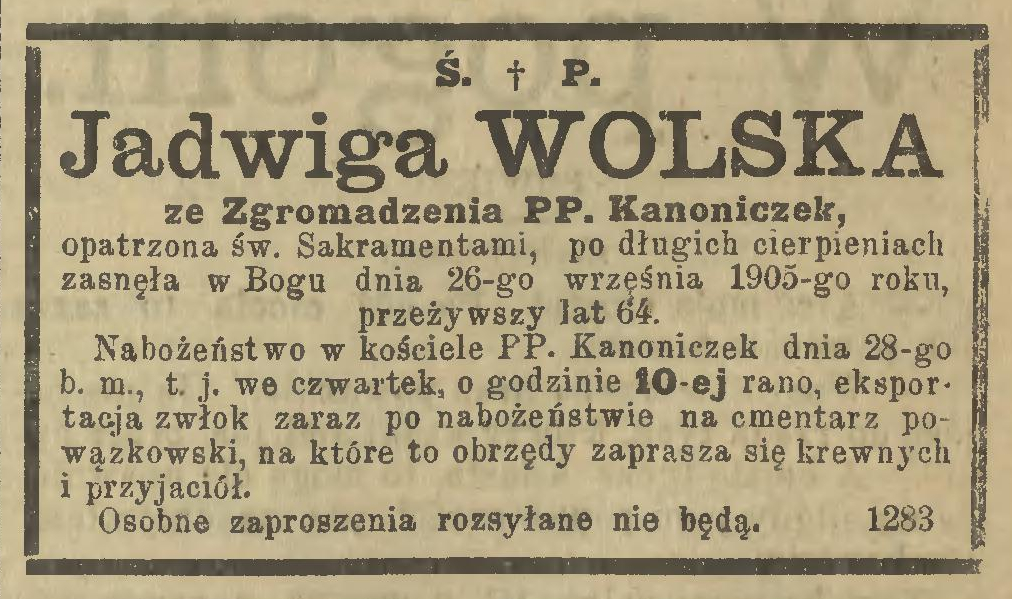
Nekrolog Jadwigi Wolskiej (Kurjer Warszawski : dodatek poranny. R. 85, 1905, nr 267)